# Amorots-Succos
Amorots-Succos (baskisch Amorotze-Zokotze) ist eine französische Gemeinde mit 224 Einwohnern (Stand 1. Januar 2022) im Département Pyrénées-Atlantiques in der Region Nouvelle-Aquitaine. Die Gemeinde gehört zum Arrondissement Bayonne und zum Kanton Pays de Bidache, Amikuze et Ostibarre (bis 2015: Kanton Saint-Palais).

## Geographie
Amorots-Succos liegt etwa 45 Kilometer südöstlich von Bayonne im französischen Teil des Baskenlandes. Es ist Teil des sogenannten Pays de Mixe, einem Hochtal der Bidouze in der historischen Region Nieder-Navarra.
Umgeben wird Amorots-Succos von den Nachbargemeinden:
- Arraute-Charritte und Orègue im Norden,
- Masparraute im Nordosten,
- Béguios im Südosten,
- Beyrie-sur-Joyeuse im Süden sowie
- Méharin im Westen.

Amorots-Succos liegt im Einzugsgebiet des Flusses Adour und wird durchquert von Nebenflüssen der Bidouze, dem Lihoury und der Apatharena, und vielen anderen Bächen, z. B. dem Isaakenbordako Erreka, Jeloseko Erreka, Xirritako Erreka  und Othegiko Erreka.

## Geschichte
Das ländliche Gebiet ist seit dem Mittelalter bewohnt. Im 17. Jahrhundert gewährte Amorots vielen jüdischen Familien Asyl, die in Spanien verfolgt und ausgewiesen worden waren. Im Dorf Succos steht ein Wohnhaus, das der Familie des Heiligen Franz Xaver gehörte. 
Die Dörfer Amorots und Succos schlossen sich am 16. August 1841 zu einer Gemeinde zusammen.

### Einwohnerentwicklung
| Jahr      | 1968 | 1975 | 1982 | 1990 | 1999 | 2008 | 2013 |
| --------- | ---- | ---- | ---- | ---- | ---- | ---- | ---- |
| Einwohner | 249  | 244  | 267  | 222  | 204  | 220  | 240  |

Ab 1962 offizielle Zahlen ohne Einwohner mit Zweitwohnsitz

## Sehenswürdigkeiten

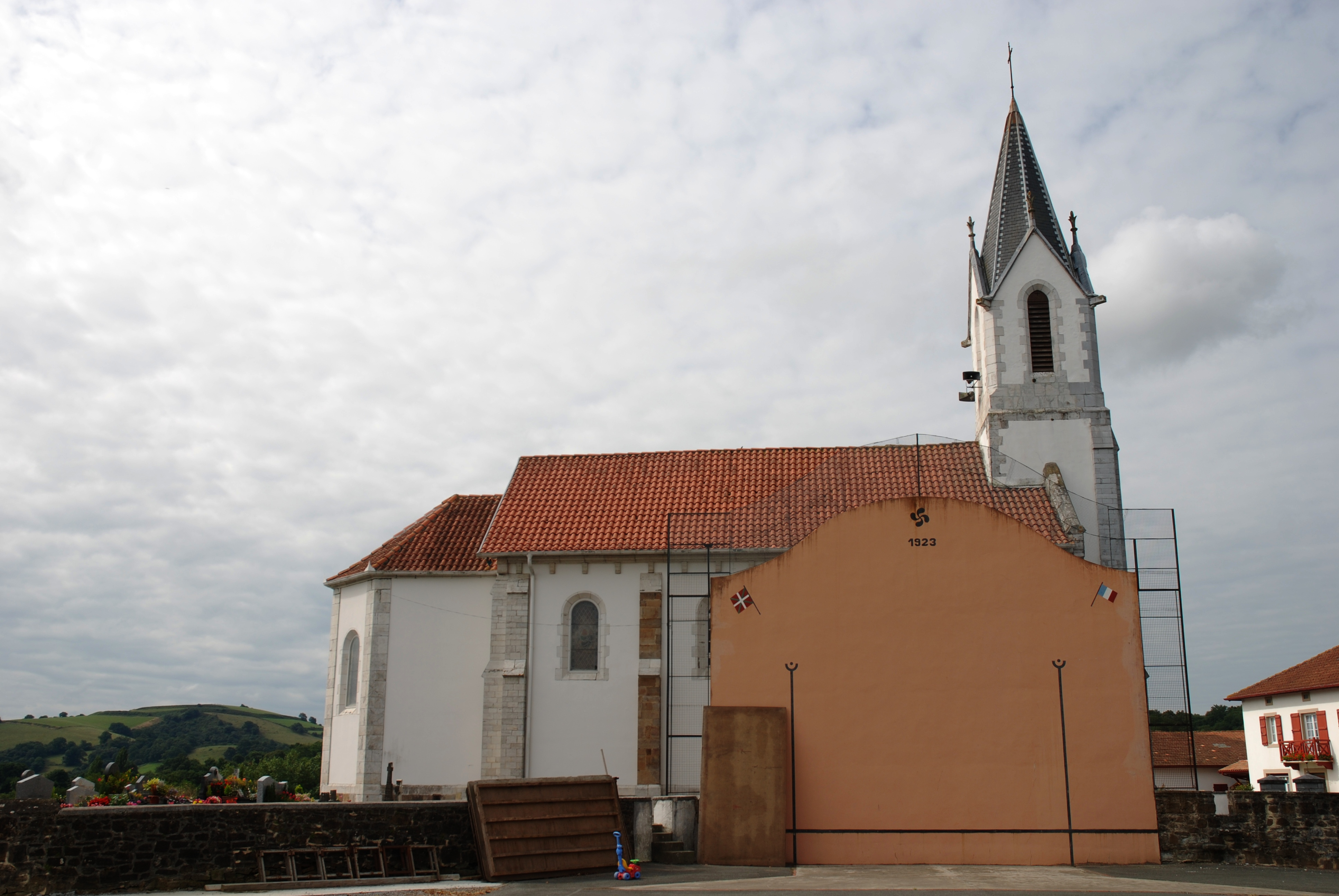
Kirche Sainte-Luce von Amorots mit Frontón

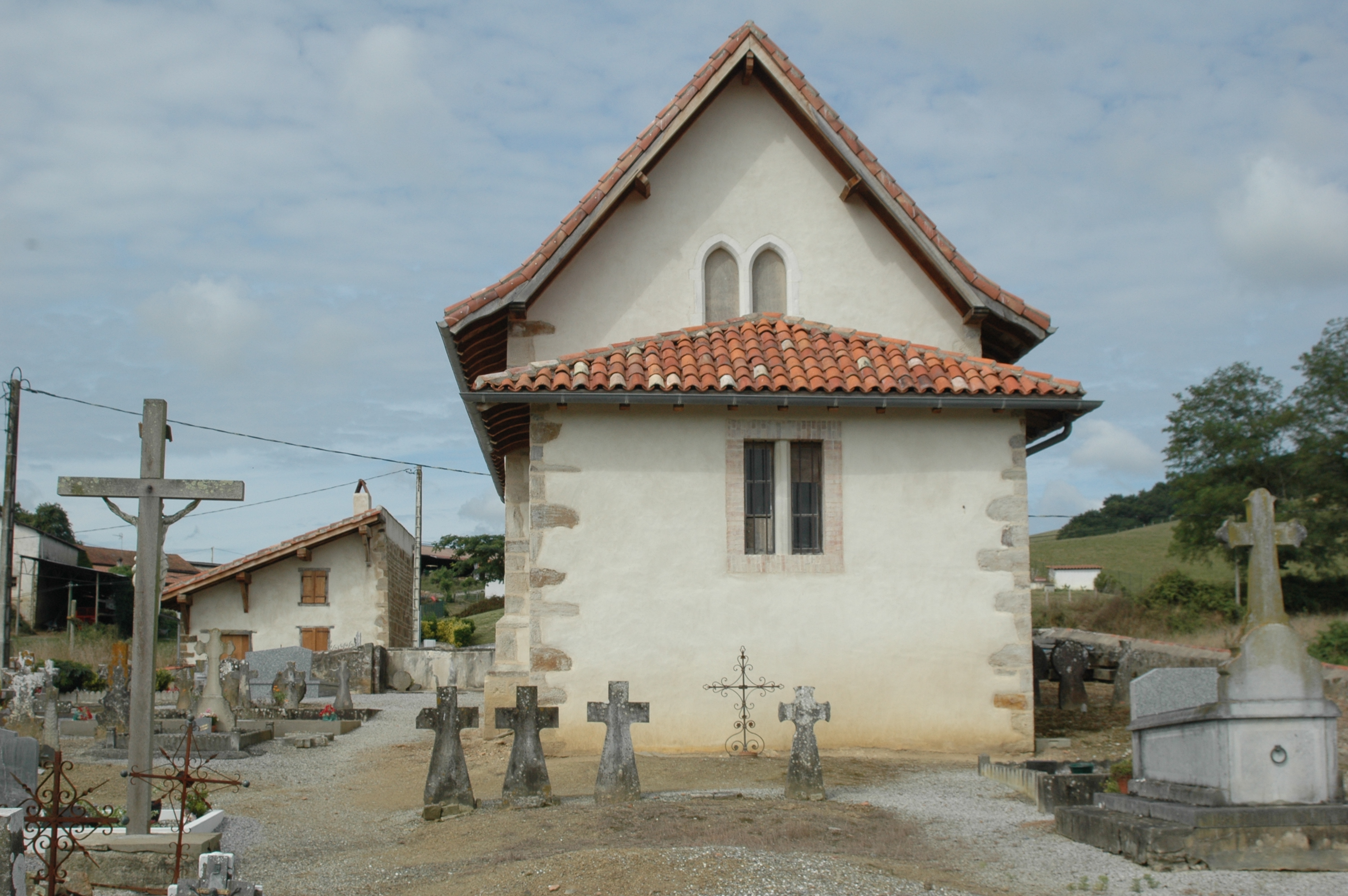
Kirche Saint-Martin von Succos mit dem Haus des Küsters,„benoîterie“, im Hintergrund

- Kirche von Amorots, gewidmet Lucia von Syrakus. Seit dem 12. Jahrhundert gibt es eine Kirche oder Kapelle in Amorots, allerdings zunächst zu Ehren von Vinzenz von Valencia. Unweit des Dorfes befindet sich eine Quelle, deren Wasser eine Heilkraft besonders bei Augenkrankheiten zugesprochen wird. Die Dorfbevölkerung weihte die Ortskirche zu Ehren von Lucia von Syrakus, die von Gläubigen bei Augenleiden angerufen wird. Die heutige Kirche ist im neogotischen Stil ab 1880 gebaut. Auf dem Friedhof neben der Kirche sind scheibenförmige Grabkreuze zu sehen, die teilweise aus dem 17. Jahrhundert stammen. Diese traditionellen Stelen wurden am Kopf des Toten gegen die aufgehende Sonne aufgestellt, aber nie mit dem Namen des Verstorbenen und selten mit dem Sterbedatum versehen. Die Stelen wurden in dieser Form zwischen dem 16. und 17. Jahrhundert anstelle von Grabplatten entwickelt und erst im 18. Jahrhundert durch christliche Grabkreuze ersetzt.[7]

- Kirche von Succos, gewidmet Martin von Tours. In Succos gibt es ebenfalls eine Gemeinde seit dem 12. Jahrhundert. Die heutige Kirche wurde im 17. Jahrhundert auf einem ummauerten Platz gebaut. Im angrenzenden Friedhof sind auch hier scheibenförmige Grabkreuze zu sehen. Das Haus des Küsters weist eine gewisse Besonderheit auf. Eine der Hauswände ist ein Frontón, eine Mauer, gegen die der Ball beim Pelota gespielt wird. Die Tätigkeit eines Küsters wurde im Baskenland in früheren Zeiten von einer ledigen oder verwitweten Frau ausgeübt. Im 17. Jahrhundert übertrug Heinrich IV. von Navarra Pierre de Rosteguy de Lancre die Leitung einer Kommission mit der Aufgabe, die Bevölkerung „von der Ketzerei zu befreien“. Fortan wurden die Frauen als Hexen oder Ausdruck des Satanismus verfolgt.[8][9]

## Wirtschaft und Infrastruktur
Amorots-Succos liegt in den Zonen AOC des Ossau-Iraty, ein traditionell hergestellter Schnittkäse aus Schafmilch, sowie der Schweinerasse und des Schinkens „Kintoa“.

### Verkehr
Amorots-Succos ist angeschlossen an die Routes départementales 14 und 123.